# Pheidole semilaevis
Pheidole semilaevis är en myrart som beskrevs av Auguste-Henri Forel 1901. Pheidole semilaevis ingår i släktet Pheidole och familjen myror.

## Underarter
Arten delas in i följande underarter:
- P. s. geraesensis
- P. s. semilaevis